# Лишин, Пётр Степанович
Пётр Степанович Лишин (также: Лишень; 1792—1858) — русский военный деятель, генерал-майор (1837), участник двух Русско-турецких и Наполеоновских войн.

## Биография
Родился 22 февраля 1792 года, происходил из малороссийского дворянского рода Лишиных.
Образование получил в Гродненском кадетском корпусе, откуда поступил на службу 19 февраля 1807 г. прапорщиком в Камчатский пехотный полк.
В 1808 г. Лишин принял участие в походах против турок в Молдавии, Валахии и Болгарии, где был при взятии крепости Исакчи и Тульчи; в 1809 г. произведён был в подпоручики; в 1810 г. участвовал в делах при Базарджике, Рущуке, Журже и Шумле, где ранен был пулей в ногу навылет, а в 1811 г., уже в чине поручика, вновь побывал под Журжею, Рущуком и Видином.
Едва вернувшись из турецкой кампании, Лишень в 1812 г. принял участие в Отечественной войне, а в 1813 г. в чине штабс-капитана находился в Заграничном походе. Здесь он присоединился к Силезской армии Блюхера, бился при Кацбахе, Лейпциге и Майнце. В кампании 1814 года за отличие при Ла-Ротьере произведён был в капитаны. Затем участвовал в делах при Краоне и Лаоне и был при взятии Парижа.
После возвращения из-за границы, в 1817 г., Лишин был награждён чином майора и определён в Охотский полк, в том же году он некоторое время состоял старшим адъютантом 16-й пехотной дивизии, а в 1818 г. вернулся в Охотский полк и в мае того же года произведён был в подполковники.
В 1821 году Лишин служил сперва в 31-м егерском полку, а 16 декабря 1822 года был назначен командиром 32-го егерского полка, а в 1828 г. с открытием Турецкой кампании вновь выступил в поход; опять сражался под Журжей и Шумлой и за отличие при Силистрии произведён был в полковники. В ночь на 1 февраля 1829 г. при нападении на передовой отряд у селения Маркович, где был убит турецкий паша, при чрезвычайном холоде и вьюге Лишин отморозил себе ноги, но оправившись от болезни, продолжал участвовать в военных действиях против неприятеля: был в сражении при Арнаут-Ларе, при разбитии 30 мая великого визиря у Кулевичи, вновь при Шумле, при взятии лагеря у Дервиш-Авана и в июле, начальствуя авангардом, перешёл через Балканы. Совершив затем поход вдоль берега Чёрного моря, он участвовал при занятии Сливно и Адрианополя.
28 января 1833 г. при упразднении 32-го егерского полка Лишень был назначен командиром Тульского егерского полка.
Произведённый в чин генерал-майора в 1837 г., он получил в командование резервную дивизию 4-го пехотного корпуса; в 1842 г. командовал 2-й сводной резервной дивизией 3-го и 4-го корпусов, а в 1848—1849 годах состоял командующим резервной дивизией 2-го пехотного корпуса.
Среди прочих наград Лишин имел орден св. Георгия 4-й степени, пожалованный ему 26 ноября 1826 года (№ 3956 по кавалерскому списку Григоровича — Степанова).
Скончался в 1858 году.